# Otello Toso
 Otello Toso  né à Padoue le 22 février 1914 et mort à Curtarolo (province de Padoue) le 15 mars 1966 est un acteur italien.

## Biographie
Otello Toso est né à Padoue le 22 février 1914. Après des études secondaires, il participe brièvement à quelques films tout en prenant des cours au 
Centro sperimentale di cinematografia de Rome où il obtient un diplôme en 1939. Après cela, il obtient rapidement des rôles, favorisé par son physique et une certaine ressemblance avec Clark Gable. Ainsi, il travaille avec d'importants réalisateurs de son époque dont Amleto Palermi, Mario Bonnard, Mario Camerini, Giacomo Gentilomo et Alessandro Blasetti. Au théâtre, il travaille avec la compagnie Ricci-Magni et celle de Franco Enriquez.
Avec l'arrivée de la télévision, il participe à des séries télévisées. En parallèle, il mène une carrière de doubleur prêtant sa voix entre-autres à Robert Ryan dans Le Garçon aux cheveux verts. Sa dernière apparition se situe dans L'arcas une production télévisée de Giacomo Colli (it)
.
Otello Toso meurt le 15 mars 1966 d'un accident de la route à Curtarolo, près de Padoue.

## Filmographie partielle
- 1934 : Il canale degli angeli de Francesco Pasinetti
- 1934 : 1860 de Alessandro Blasetti
- 1938 : Ettore Fieramosca d'Alessandro Blasetti
- 1938 : Le Roman d'un génie (Giuseppe Verdi) de Carmine Gallone
- 1938 : L'ultima nemica, d'Umberto Barbaro
- 1939 : Le Père Lebonnard de Jean de Limur
- 1941 : Les Pirates de Malaisie (I pirati della Malesia) d'Enrico Guazzoni
- 1945 : Deux Lettres anonymes (Due lettere anonime) de Mario Camerini
- 1951 : Virginité (Verginità) de Leonardo De Mitri
- 1952 : La voce del sangue de  Pino Mercanti
- 1954 : Larmes d'amour (Lacrime d'amore) de Pino Mercanti
- 1955 : Mort d'un cycliste  (Muerte de un ciclista) de Juan Antonio Bardem
- 1960 : Le Séducteur (Il peccato degli anni verdi), de Leopoldo Trieste
- 1962 : I Giacobini d'Edmo Fenoglio (it)

## Source de traduction
- (it) Cet article est partiellement ou en totalité issu de l’article de Wikipédia en italien intitulé « Otello Toso » (voir la liste des auteurs).